# Gabriele Frechen
Gabriele Frechen (Lichtenau (Bade-Wurtemberg), 12 octobre 1956) est une femme politique allemande. 